# Elecciones regionales de Amazonas de 2022
Las elecciones regionales de Amazonas de 2022 se llevaron a cabo el 2 de octubre de 2022 para elegir al gobernador regional, al vicegobernador regional y al Consejo Regional para el periodo 2023-2026. La elección se celebrará simultáneamente con elecciones regionales y municipales (provinciales y distritales) en todo el Perú. La segunda vuelta regional se llevó a cabo el 4 de diciembre de 2022.
El exgobernador y líder de Sentimiento Amazonense Regional, Gilmer Horna Corrales, logró imponerse en la primera vuelta con una leve ventaja sobre su contendiente más cercano, el excongresista Grimaldo Vásquez Tan, candidato de Victoria Amazonense, con un margen de solo tres mil votos. En la segunda vuelta, Horna obtuvo la victoria y fue elegido nuevamente como gobernador, aunque en un contexto de baja participación electoral y con la diferencia de votos más estrecha en un balotaje de la historia del departamento.
La composición del Consejo Regional se mantuvo dividida, sin una mayoría absoluta para ningún movimiento. Aunque Victoria Amazonense se alzó como el partido más votado, Sentimiento Amazonense Regional igualó su representación en el Consejo con cuatro escaños para cada uno. El Movimiento Regional Amazonense Unidos al Campo consiguió mantener una curul. Renovación Popular ganó un escaño, lo que constituyó la primera vez en 16 años que un partido nacional en solitario consiguió representación regional en Amazonas.

## Sistema electoral
El Gobierno Regional de Amazonas es el órgano administrativo y de gobierno del departamento de Amazonas. Está compuesto por el gobernador regional, el vicegobernador regional y el Consejo Regional.
La votación se realiza en base al sufragio universal, que comprende a todos los ciudadanos nacionales mayores de dieciocho años, empadronados y residentes en el departamento de Amazonas y en pleno goce de sus derechos políticos.
El gobernador y vicegobernador regional son elegidos por sufragio directo. Para que un candidato sea proclamado ganador debe obtener no menos de 30 % de votos válidos. En caso ningún candidato logre ese porcentaje en la primera vuelta electoral, los dos candidatos más votados participan en una segunda vuelta o balotaje. No hay reelección inmediata de gobernadores regionales.
El Consejo Regional de Amazonas está compuesto por 10 consejeros elegidos por sufragio directo para un período de cuatro (4) años. La votación es por lista cerrada y bloqueada. Cada provincia del departamento de Amazonas constituye una circunscripción electoral. Se asigna a la lista ganadora los escaños según el método d'Hondt. La distribución y el número de consejeros regionales es la siguiente:
| Circunscripción                                   | Escaños | Mapa |
| ------------------------------------------------- | ------- | ---- |
| Bagua, Condorcanqui y Utcubamba                   | 2       |      |
| Bongará, Chachapoyas, Luya y Rodríguez de Mendoza | 1       |      |

## Composición del Consejo Regional de Amazonas
La siguiente tabla muestra la composición del Consejo Regional de Amazonas antes de las elecciones.
| Partidos | Partidos                                               | Consejeros |
| -------- | ------------------------------------------------------ | ---------- |
|          | Sentimiento Amazonense Regional                        | 3          |
|          | Movimiento Regional Fuerza Amazonense                  | 3          |
|          | Movimiento Independiente Surge Amazonas                | 2          |
|          | Movimiento Regional Amazonense Unidos al Campo         | 1          |
|          | Movimiento Político Regional Energía Comunal Amazónica | 1          |

## Elecciones internas
Los partidos políticos realizaron la convocatoria a elecciones internas (15–22 de enero de 2022) para definir a los candidatos de sus organizaciones en listas cerradas y bloqueadas. Se sometieron a elección las candidaturas a:
- Gobernador y vicegobernador regional de Amazonas (2 candidaturas).
- Consejo Regional de Amazonas (10 candidaturas).

Existen dos modalidades para la organización de las elecciones internas:
- Modalidad de elección directa: con voto universal, libre, voluntario, igual, directo y secreto de los afiliados. Fue la modalidad utilizada por Sentimiento Amazonense Regional,[5] Movimiento Regional Amazonense Unidos al Campo,[6] Movimiento Político Regional Energía Comunal Amazónica[6] y Alianza para el Progreso.[7] Las elecciones se realizaron el 15 de mayo de 2022.
- Modalidad de delegados: a través de delegados previamente elegidos mediante voto universal, libre, voluntario, igual, directo y secreto de los afiliados. Fue la modalidad utilizada por Fuerza Popular,[8] Juntos por el Perú,[9] Renovación Popular[10] y Victoria Amazonense.[11] Las elecciones se realizaron el 22 de mayo de 2022.

## Partidos y candidatos
A continuación se muestra una lista de los principales partidos y alianzas electorales que participaron en las elecciones:
| Candidatura | Candidatura | Partidos y alianzas                                                  | Candidatos | Candidatos                | Ideología                                                           | Resultado previo | Resultado previo | Ref.   |
| Candidatura | Candidatura | Partidos y alianzas                                                  | Candidatos | Candidatos                | Ideología                                                           | Votos (%)        | Con.             | Ref.   |
| ----------- | ----------- | -------------------------------------------------------------------- | ---------- | ------------------------- | ------------------------------------------------------------------- | ---------------- | ---------------- | ------ |
|             | GH          | Lista - Sentimiento Amazonense Regional (GH)                         |            | Gilmer Horna Corrales     | Regionalismo amazonense                                             | 24.91%           | 3                | [ 12 ] |
|             | MORAUAC     | Lista - Movimiento Regional Amazonense Unidos al Campo (MORAUAC)     |            | Segundo Hernández Vásquez | Regionalismo amazonense                                             | 9.56%            | 1                | [ 12 ] |
|             | ECA         | Lista - Movimiento Político Regional Energía Comunal Amazónica (ECA) |            | Wilson Barranzuela Campos | Regionalismo amazonense                                             | 9.28%            | 1                | [ 12 ] |
|             | FP          | Lista - Fuerza Popular (FP)                                          |            | Gilda Saba Díaz           | Fujimorismo Conservadurismo social Populismo de derecha             | 4.67%            | 0                | [ 12 ] |
|             | APP         | Lista - Alianza para el Progreso (APP)                               |            | Gisella Pérez Pérez       | Liberalismo económico Conservadurismo liberal Populismo de derecha  | 3.94%            | 0                | [ 12 ] |
|             | JP          | Lista - Juntos por el Perú (JP)                                      |            | Absalón Montoya Guivin    | Socialismo democrático Progresismo                                  | Nuevo            | Nuevo            | [ 12 ] |
|             | RP          | Lista - Renovación Popular (RP)                                      |            | Roger Guevara Goñas       | Ultraconservadurismo Fundamentalismo cristiano Populismo de derecha | Nuevo            | Nuevo            | [ 12 ] |
|             | VA          | Lista - Victoria Amazonense (VA)                                     |            | Grimaldo Vásquez Tan      | Regionalismo amazonense                                             | Nuevo            | Nuevo            | [ 12 ] |

## Sondeos de opinión
Las siguientes tablas enumeran las estimaciones de la intención de voto en orden cronológico inverso, mostrando las más recientes primero y utilizando las fechas en las que se realizó el trabajo de campo de la encuesta. Cuando se desconocen las fechas del trabajo de campo, se proporciona la fecha de publicación.
Leyenda:
     Sondeo realizado en el periodo de prohibición legal de la difusión de sondeos de intención de voto.

### Balotaje

#### Intención de voto
La siguiente tabla enumera las estimaciones ponderadas (sin incluir votos en blanco y nulos) de la intención de voto.
|                               |                |     |      |      |      |  |  |
| Elecciones regionales de 2022 | 4 dic 2022     | —   | 51.6 | 48.4 | 3.2  |  |  |
|                               |                |     |      |      |      |  |  |
| Klambp                        | 18–21 nov 2022 | 473 | 56.4 | 43.6 | 12.8 |  |  |
| Klambp                        | 18–22 oct 2022 | 473 | 46.4 | 53.6 | 7.2  |  |  |
| Sensor                        | 10–12 oct 2022 | 500 | 51.1 | 48.9 | 2.2  |  |  |

#### Preferencias de voto
La siguiente tabla enumera las preferencias de voto en bruto (incluyendo blancos, viciados y sin respuesta) y no ponderadas.
| Encuestadora/Medio            | Fecha          | Muestra | Gilmer Horna | Grimaldo Vásquez | B/V  | NS/NO | Dif. |  |  |  |
| ----------------------------- | -------------- | ------- | ------------ | ---------------- | ---- | ----- | ---- |  |  |  |
| Encuestadora/Medio            | Fecha          | Muestra |              |                  |      |       |      |  |  |  |
| Elecciones regionales de 2022 | 4 dic 2022     | —       | 47.0         | 44.1             | 8.9  | –     | 2.9  |  |  |  |
|                               |                |         |              |                  |      |       |      |  |  |  |
| Klambp                        | 18–21 nov 2022 | 473     | 39.1         | 30.2             | –    | 30.7  | 8.9  |  |  |  |
| Klambp                        | 18–22 oct 2022 | 473     | 19.7         | 22.8             | –    | 57.5  | 3.1  |  |  |  |
| Sensor                        | 10–12 oct 2022 | 500     | 41.4         | 39.6             | 11.0 | 8.0   | 1.8  |  |  |  |

### Primera vuelta

#### Intención de voto
La siguiente tabla enumera las estimaciones ponderadas (sin incluir votos en blanco y nulos) de la intención de voto.
|                               |                |     |      |      |      |      |      |     |      |  |  |
| Elecciones regionales de 2022 | 2 oct 2022     | —   | 23.9 | 22.0 | 16.6 | 16.5 | 7.9  | 7.4 | 1.9  |  |  |
|                               |                |     |      |      |      |      |      |     |      |  |  |
| Ipsos Perú/América            | 2 oct 2022     | ?   | 23.7 | 20.6 | 20.8 | 11.9 | –    | –   | 2.9  |  |  |
| Ipsos Perú/América            | 2 oct 2022     | ?   | 27.3 | 19.9 | 21.6 | 12.8 | –    | –   | 5.7  |  |  |
| Global Data Consulting        | 16–19 sep 2022 | 829 | 24.7 | 42.0 | 15.1 | –    | 9.7  | 6.1 | 17.3 |  |  |
| Vox Populi                    | 15–17 sep 2022 | 752 | 25.6 | 39.3 | 15.7 | –    | 10.7 | 7.2 | 13.7 |  |  |
| Vox Populi                    | 7–9 sep 2022   | 729 | 22.1 | 42.9 | 16.1 | –    | 8.7  | 6.8 | 20.8 |  |  |
| Global Data Consulting        | 4–7 sep 2022   | 829 | 22.3 | 42.5 | 15.2 | –    | 9.4  | 6.3 | 20.2 |  |  |
| Vox Populi                    | 27–29 ago 2022 | 729 | 25.1 | 41.7 | 8.9  | –    | 12.6 | 7.9 | 16.6 |  |  |
| Global Data Consulting        | 19–22 ago 2022 | 829 | 26.1 | 41.9 | 9.2  | –    | 11.3 | 7.5 | 15.8 |  |  |
| Global Data Consulting        | 8–11 ago 2022  | 829 | 26.5 | 38.9 | 10.0 | –    | 12.2 | 8.1 | 12.4 |  |  |
| PerúDat                       | 18–31 mar 2021 | 987 | 13.6 | 15.5 | –    | –    | –    | 4.7 | 1.9  |  |  |

#### Preferencias de voto
La siguiente tabla enumera las preferencias de voto en bruto (incluyendo blancos, viciados y sin respuesta) y no ponderadas.
| Encuestadora/Medio            | Fecha             | Muestra | Gilmer Horna | Grimaldo Vásquez | Segundo Hernánd. | Roger Guevara | Gisella Pérez | Absalón Montoya | B/V  | NS/NO | Dif. |  |  |  |
| ----------------------------- | ----------------- | ------- | ------------ | ---------------- | ---------------- | ------------- | ------------- | --------------- | ---- | ----- | ---- |  |  |  |
| Encuestadora/Medio            | Fecha             | Muestra |              |                  |                  |               |               |                 |      |       |      |  |  |  |
| Elecciones regionales de 2022 | 2 oct 2022        | —       | 19.8         | 18.2             | 13.8             | 13.7          | 6.6           | 6.1             | 17.1 | –     | 1.6  |  |  |  |
|                               |                   |         |              |                  |                  |               |               |                 |      |       |      |  |  |  |
| Global Data Consulting        | 16–19 sep 2022    | 829     | 16.5         | 28.0             | 10.1             | –             | 6.5           | 4.1             | –    | 33.3  | 11.5 |  |  |  |
| Vox Populi                    | 15–17 sep 2022    | 752     | 17.9         | 27.5             | 11.0             | –             | 7.5           | 5.0             | –    | 30.1  | 9.6  |  |  |  |
| Vox Populi                    | 7–9 sep 2022      | 729     | 12.9         | 25.1             | 9.4              | –             | 5.1           | 4.0             | –    | 41.5  | 12.2 |  |  |  |
| Global Data Consulting        | 4–7 sep 2022      | 829     | 14.2         | 27.1             | 9.7              | –             | 6.0           | 4.0             | –    | 36.2  | 12.9 |  |  |  |
| Vox Populi                    | 27–29 ago 2022    | 729     | 13.0         | 21.5             | 4.6              | –             | 6.5           | 4.1             | –    | 48.3  | 8.5  |  |  |  |
| Global Data Consulting        | 19–22 ago 2022    | 829     | 13.9         | 22.3             | 4.9              | –             | 6.0           | 4.0             | –    | 46.8  | 8.4  |  |  |  |
| Global Data Consulting        | 8–11 ago 2022     | 829     | 13.0         | 19.1             | 4.9              | –             | 6.0           | 4.0             | –    | 50.9  | 6.1  |  |  |  |
| Decide Tú                     | 30 jul–2 ago 2021 | 384     | –            | 9.1              | –                | –             | –             | –               | –    | 13.6  | ?    |  |  |  |
| PerúDat                       | 18–31 mar 2021    | 987     | 4.3          | 4.9              | –                | –             | –             | 1.5             | –    | 68.4  | 0.6  |  |  |  |

## Resultados

### Gobierno Regional de Amazonas
| Candidatos           | Candidatos                | Partidos y coaliciones                                       | Primera vuelta 2 oct 2022 | Primera vuelta 2 oct 2022 | Balotaje 4 dic 2022 | Balotaje 4 dic 2022 |  |
| Candidatos           | Candidatos                | Partidos y coaliciones                                       | Votos                     | %                         | Votos               | %                   |  |
| -------------------- | ------------------------- | ------------------------------------------------------------ | ------------------------- | ------------------------- | ------------------- | ------------------- |  |
|                      | Gilmer Horna Corrales     | Sentimiento Amazonense Regional (GH)                         | 44,732                    | 23.92                     | 85,008              | 51.56               |  |
|                      | Grimaldo Vásquez Tan      | Victoria Amazonense (VA)                                     | 41,133                    | 22.00                     | 79,852              | 48.44               |  |
|                      | Segundo Hernández Vásquez | Movimiento Regional Amazonense Unidos al Campo (MORAUAC)     | 31,132                    | 16.65                     |                     |                     |  |
|                      | Roger Guevara Goñas       | Renovación Popular (RP)                                      | 30,879                    | 16.51                     |                     |                     |  |
|                      | Gisella Pérez Pérez       | Alianza para el Progreso (APP)                               | 14,807                    | 7.92                      |                     |                     |  |
|                      | Absalón Montoya Guivin    | Juntos por el Perú (JP)                                      | 13,838                    | 7.40                      |                     |                     |  |
|                      | Wilson Barranzuela Campos | Movimiento Político Regional Energía Comunal Amazónica (ECA) | 8,805                     | 4.71                      |                     |                     |  |
|                      | Gilda Saba Díaz           | Fuerza Popular (FP)                                          | 1,668                     | 0.89                      |                     |                     |  |
|                      |                           |                                                              |                           |                           |                     |                     |  |
| Total                | Total                     | Total                                                        | 186,994                   |                           | 164,860             |                     |  |
|                      |                           |                                                              |                           |                           |                     |                     |  |
| Votos válidos        | Votos válidos             | Votos válidos                                                | 186,994                   | 82.90                     | 164,860             | 91.15               |  |
| Votos en blanco      | Votos en blanco           | Votos en blanco                                              | 19,538                    | 8.66                      | 1,815               | 1.00                |  |
| Votos nulos          | Votos nulos               | Votos nulos                                                  | 19,033                    | 8.44                      | 14,199              | 7.85                |  |
| Votos emitidos       | Votos emitidos            | Votos emitidos                                               | 225,565                   | 70.64                     | 180,874             | 56.64               |  |
| Abstenciones         | Abstenciones              | Abstenciones                                                 | 93,761                    | 29.36                     | 138,452             | 43.36               |  |
| Votantes registrados | Votantes registrados      | Votantes registrados                                         | 319,326                   |                           | 319,326             |                     |  |
|                      |                           |                                                              |                           |                           |                     |                     |  |
| Fuente:              |                           |                                                              |                           |                           |                     |                     |  |

### Consejo Regional de Amazonas

#### Sumario general
|                        |                                                              |              |              |              |         |         |  |
| Partidos y coaliciones | Partidos y coaliciones                                       | Voto popular | Voto popular | Voto popular | Escaños | Escaños |  |
| Partidos y coaliciones | Partidos y coaliciones                                       | Votos        | %            | ±pp          | Total   | +/−     |  |
|                        | Victoria Amazonense (VA)                                     | 45,419       | 26.02        | Nuevo        | 4       | +4      |  |
|                        | Sentimiento Amazonense Regional (GH)                         | 39,959       | 22.89        | +0.56        | 4       | +1      |  |
|                        | Renovación Popular (RP)                                      | 30,129       | 17.26        | Nuevo        | 1       | +1      |  |
|                        | Movimiento Regional Amazonense Unidos al Campo (MORAUAC)     | 23,025       | 13.19        | +2.48        | 1       | ±0      |  |
|                        | Alianza para el Progreso (APP)                               | 17,032       | 9.76         | +5.17        | 0       | ±0      |  |
|                        | Juntos por el Perú (JP)                                      | 10,366       | 5.94         | Nuevo        | 0       | ±0      |  |
|                        | Movimiento Político Regional Energía Comunal Amazónica (ECA) | 8,498        | 4.87         | –3.78        | 0       | –1      |  |
|                        | Fuerza Popular (FP)                                          | 121          | 0.07         | –4.19        | 0       | ±0      |  |
|                        |                                                              |              |              |              |         |         |  |
| Total                  | Total                                                        | 174,549      |              |              | 10      | ±0      |  |
|                        |                                                              |              |              |              |         |         |  |
| Votos válidos          | Votos válidos                                                | 174,549      | 77.38        | +7.02        |         |         |  |
| Votos en blanco        | Votos en blanco                                              | 32,548       | 14.43        | –1.05        |         |         |  |
| Votos nulos            | Votos nulos                                                  | 18,468       | 8.19         | –5.97        |         |         |  |
| Votos emitidos         | Votos emitidos                                               | 225,565      | 70.64        | –5.01        |         |         |  |
| Abstenciones           | Abstenciones                                                 | 93,761       | 29.36        | +5.01        |         |         |  |
| Votantes registrados   | Votantes registrados                                         | 319,326      |              |              |         |         |  |
|                        |                                                              |              |              |              |         |         |  |
| Fuente:                |                                                              |              |              |              |         |         |  |

#### Resultados por provincia
| Provincia            | VA    | VA   | GH   | GH   | RP   | RP   | MORAUAC | MORAUAC | APP  | APP  | JP   | JP  | ECA  | ECA | FP  | FP |  |
| Provincia            | %     | E    | %    | E    | %    | E    | %       | E       | %    | E    | %    | E   | %    | E   | %   | E  |  |
| -------------------- | ----- | ---- | ---- | ---- | ---- | ---- | ------- | ------- | ---- | ---- | ---- | --- | ---- | --- | --- | -- |  |
| Provincia            | Bagua | 28.3 | 1    | 19.6 | 1    | 15.0 | –       | 13.9    | –    | 15.4 | –    | 2.0 | –    | 5.9 | –   |    |  |
| Bongará              | 23.4  | –    | 30.8 | 1    | 21.1 | –    | 16.2    | –       | 3.7  | –    | 4.7  | –   |      |     |     |    |  |
| Chachapoyas          | 22.9  | –    | 31.0 | 1    | 17.9 | –    | 2.3     | –       | 8.6  | –    | 16.3 | –   | 1.0  | –   |     |    |  |
| Condorcanqui         | 17.3  | –    | 21.7 | 1    | 22.2 | 1    | 17.9    | –       | 11.2 | –    | 4.1  | –   | 5.7  | –   |     |    |  |
| Luya                 | 32.4  | 1    | 23.5 | –    | 24.4 | –    | 1.0     | –       | 5.9  | –    | 11.7 | –   | 0.5  | –   | 0.5 | –  |  |
| Rodríguez de Mendoza | 36.4  | 1    | 27.1 | –    | 16.6 | –    | 1.0     | –       | 14.7 | –    | 3.8  | –   | 0.4  | –   |     |    |  |
| Utcubamba            | 23.8  | 1    | 17.9 | –    | 12.5 | –    | 25.0    | 1       | 8.0  | –    | 2.3  | –   | 10.5 | –   |     |    |  |
| Total                | 26.0  | 4    | 22.9 | 4    | 17.3 | 1    | 13.2    | 1       | 9.8  | –    | 5.9  | –   | 4.9  | –   | 0.1 | –  |  |

Bagua
| Partidos y coaliciones | Partidos y coaliciones                                       | Voto popular | Voto popular | Voto popular | Escaños | Escaños |  |
| Partidos y coaliciones | Partidos y coaliciones                                       | Votos        | %            | ±pp          | Total   | +/−     |  |
| ---------------------- | ------------------------------------------------------------ | ------------ | ------------ | ------------ | ------- | ------- |  |
|                        | Victoria Amazonense (VA)                                     | 9,624        | 28.34        | Nuevo        | 1       | +1      |  |
|                        | Sentimiento Amazonense Regional (GH)                         | 6,645        | 19.57        | –1.05        | 1       | ±0      |  |
|                        | Alianza para el Progreso (APP)                               | 5,220        | 15.37        | +9.67        | 0       | ±0      |  |
|                        | Renovación Popular (RP)                                      | 5,099        | 15.02        | Nuevo        | 0       | ±0      |  |
|                        | Movimiento Regional Amazonense Unidos al Campo (MORAUAC)     | 4,715        | 13.89        | +8.41        | 0       | ±0      |  |
|                        | Movimiento Político Regional Energía Comunal Amazónica (ECA) | 1,988        | 5.85         | –7.36        | 0       | ±0      |  |
|                        | Juntos por el Perú (JP)                                      | 666          | 1.96         | Nuevo        | 0       | ±0      |  |
|                        |                                                              |              |              |              |         |         |  |
| Total                  | Total                                                        | 33,957       |              |              | 2       | ±0      |  |
|                        |                                                              |              |              |              |         |         |  |
| Votos válidos          | Votos válidos                                                | 33,957       | 79.24        | +26.95       |         |         |  |
| Votos en blanco        | Votos en blanco                                              | 5,986        | 13.97        | +5.62        |         |         |  |
| Votos nulos            | Votos nulos                                                  | 2,912        | 6.80         | –32.56       |         |         |  |
| Votos emitidos         | Votos emitidos                                               | 42,855       | 66.18        | –15.87       |         |         |  |
| Abstenciones           | Abstenciones                                                 | 21,902       | 33.82        | +15.87       |         |         |  |
| Votantes registrados   | Votantes registrados                                         | 64,757       |              |              |         |         |  |
|                        |                                                              |              |              |              |         |         |  |
| Fuente:                |                                                              |              |              |              |         |         |  |

Bongará
| Partidos y coaliciones | Partidos y coaliciones                                   | Voto popular | Voto popular | Voto popular | Escaños | Escaños |  |
| Partidos y coaliciones | Partidos y coaliciones                                   | Votos        | %            | ±pp          | Total   | +/−     |  |
| ---------------------- | -------------------------------------------------------- | ------------ | ------------ | ------------ | ------- | ------- |  |
|                        | Sentimiento Amazonense Regional (GH)                     | 4,054        | 30.80        | +2.88        | 1       | +1      |  |
|                        | Victoria Amazonense (VA)                                 | 3,083        | 23.42        | Nuevo        | 0       | ±0      |  |
|                        | Renovación Popular (RP)                                  | 2,778        | 21.10        | Nuevo        | 0       | ±0      |  |
|                        | Movimiento Regional Amazonense Unidos al Campo (MORAUAC) | 2,139        | 16.25        | +14.69       | 0       | ±0      |  |
|                        | Juntos por el Perú (JP)                                  | 623          | 4.73         | Nuevo        | 0       | ±0      |  |
|                        | Alianza para el Progreso (APP)                           | 487          | 3.70         | +2.32        | 0       | ±0      |  |
|                        |                                                          |              |              |              |         |         |  |
| Total                  | Total                                                    | 13,164       |              |              | 1       | ±0      |  |
|                        |                                                          |              |              |              |         |         |  |
| Votos válidos          | Votos válidos                                            | 13,164       | 80.48        | –2.37        |         |         |  |
| Votos en blanco        | Votos en blanco                                          | 2,042        | 12.48        | +0.63        |         |         |  |
| Votos nulos            | Votos nulos                                              | 1,151        | 7.04         | +1.74        |         |         |  |
| Votos emitidos         | Votos emitidos                                           | 16,357       | 75.58        | –0.73        |         |         |  |
| Abstenciones           | Abstenciones                                             | 5,284        | 24.42        | +0.73        |         |         |  |
| Votantes registrados   | Votantes registrados                                     | 21,641       |              |              |         |         |  |
|                        |                                                          |              |              |              |         |         |  |
| Fuente:                |                                                          |              |              |              |         |         |  |

Chachapoyas
| Partidos y coaliciones | Partidos y coaliciones                                       | Voto popular | Voto popular | Voto popular | Escaños | Escaños |  |
| Partidos y coaliciones | Partidos y coaliciones                                       | Votos        | %            | ±pp          | Total   | +/−     |  |
| ---------------------- | ------------------------------------------------------------ | ------------ | ------------ | ------------ | ------- | ------- |  |
|                        | Sentimiento Amazonense Regional (GH)                         | 7,620        | 31.01        | n/a          | 1       | +1      |  |
|                        | Victoria Amazonense (VA)                                     | 5,635        | 22.93        | Nuevo        | 0       | ±0      |  |
|                        | Renovación Popular (RP)                                      | 4,388        | 17.86        | Nuevo        | 0       | ±0      |  |
|                        | Juntos por el Perú (JP)                                      | 4,009        | 16.31        | Nuevo        | 0       | ±0      |  |
|                        | Alianza para el Progreso (APP)                               | 2,102        | 8.55         | +4.80        | 0       | ±0      |  |
|                        | Movimiento Regional Amazonense Unidos al Campo (MORAUAC)     | 570          | 2.32         | –13.57       | 0       | ±0      |  |
|                        | Movimiento Político Regional Energía Comunal Amazónica (ECA) | 250          | 1.02         | +0.18        | 0       | ±0      |  |
|                        |                                                              |              |              |              |         |         |  |
| Total                  | Total                                                        | 24,574       |              |              | 1       | ±0      |  |
|                        |                                                              |              |              |              |         |         |  |
| Votos válidos          | Votos válidos                                                | 24,574       | 76.45        | +17.23       |         |         |  |
| Votos en blanco        | Votos en blanco                                              | 5,213        | 16.22        | –15.33       |         |         |  |
| Votos nulos            | Votos nulos                                                  | 2,357        | 7.33         | –1.90        |         |         |  |
| Votos emitidos         | Votos emitidos                                               | 32,144       | 76.42        | –2.07        |         |         |  |
| Abstenciones           | Abstenciones                                                 | 9,919        | 23.58        | +2.07        |         |         |  |
| Votantes registrados   | Votantes registrados                                         | 42,063       |              |              |         |         |  |
|                        |                                                              |              |              |              |         |         |  |
| Fuente:                |                                                              |              |              |              |         |         |  |

Condorcanqui
| Partidos y coaliciones | Partidos y coaliciones                                       | Voto popular | Voto popular | Voto popular | Escaños | Escaños |  |
| Partidos y coaliciones | Partidos y coaliciones                                       | Votos        | %            | ±pp          | Total   | +/−     |  |
| ---------------------- | ------------------------------------------------------------ | ------------ | ------------ | ------------ | ------- | ------- |  |
|                        | Renovación Popular (RP)                                      | 3,849        | 22.24        | Nuevo        | 1       | +1      |  |
|                        | Sentimiento Amazonense Regional (GH)                         | 3,747        | 21.65        | +2.39        | 1       | ±0      |  |
|                        | Movimiento Regional Amazonense Unidos al Campo (MORAUAC)     | 3,101        | 17.92        | +7.21        | 0       | ±0      |  |
|                        | Victoria Amazonense (VA)                                     | 2,987        | 17.26        | Nuevo        | 0       | ±0      |  |
|                        | Alianza para el Progreso (APP)                               | 1,931        | 11.16        | +6.95        | 0       | ±0      |  |
|                        | Movimiento Político Regional Energía Comunal Amazónica (ECA) | 983          | 5.68         | –28.51       | 0       | –1      |  |
|                        | Juntos por el Perú (JP)                                      | 708          | 4.09         | Nuevo        | 0       | ±0      |  |
|                        |                                                              |              |              |              |         |         |  |
| Total                  | Total                                                        | 17,306       |              |              | 2       | ±0      |  |
|                        |                                                              |              |              |              |         |         |  |
| Votos válidos          | Votos válidos                                                | 17,306       | 68.10        | +0.44        |         |         |  |
| Votos en blanco        | Votos en blanco                                              | 3,058        | 12.03        | –10.91       |         |         |  |
| Votos nulos            | Votos nulos                                                  | 5,049        | 19.87        | +10.47       |         |         |  |
| Votos emitidos         | Votos emitidos                                               | 25,413       | 62.11        | –3.27        |         |         |  |
| Abstenciones           | Abstenciones                                                 | 15,501       | 37.89        | +3.27        |         |         |  |
| Votantes registrados   | Votantes registrados                                         | 40,914       |              |              |         |         |  |
|                        |                                                              |              |              |              |         |         |  |
| Fuente:                |                                                              |              |              |              |         |         |  |

Luya
| Partidos y coaliciones | Partidos y coaliciones                                       | Voto popular | Voto popular | Voto popular | Escaños | Escaños |  |
| Partidos y coaliciones | Partidos y coaliciones                                       | Votos        | %            | ±pp          | Total   | +/−     |  |
| ---------------------- | ------------------------------------------------------------ | ------------ | ------------ | ------------ | ------- | ------- |  |
|                        | Victoria Amazonense (VA)                                     | 7,502        | 32.39        | Nuevo        | 1       | +1      |  |
|                        | Renovación Popular (RP)                                      | 5,662        | 24.45        | Nuevo        | 0       | ±0      |  |
|                        | Sentimiento Amazonense Regional (GH)                         | 5,453        | 23.54        | –0.94        | 0       | ±0      |  |
|                        | Juntos por el Perú (JP)                                      | 2,712        | 11.71        | Nuevo        | 0       | ±0      |  |
|                        | Alianza para el Progreso (APP)                               | 1,376        | 5.94         | +0.16        | 0       | ±0      |  |
|                        | Movimiento Regional Amazonense Unidos al Campo (MORAUAC)     | 229          | 0.99         | +0.27        | 0       | ±0      |  |
|                        | Fuerza Popular (FP)                                          | 121          | 0.52         | –1.10        | 0       | ±0      |  |
|                        | Movimiento Político Regional Energía Comunal Amazónica (ECA) | 105          | 0.45         | +0.10        | 0       | ±0      |  |
|                        |                                                              |              |              |              |         |         |  |
| Total                  | Total                                                        | 23,160       |              |              | 1       | ±0      |  |
|                        |                                                              |              |              |              |         |         |  |
| Votos válidos          | Votos válidos                                                | 23,160       | 83.08        | –0.63        |         |         |  |
| Votos en blanco        | Votos en blanco                                              | 3,349        | 12.01        | +0.39        |         |         |  |
| Votos nulos            | Votos nulos                                                  | 1,368        | 4.91         | +0.24        |         |         |  |
| Votos emitidos         | Votos emitidos                                               | 27,877       | 75.87        | –0.66        |         |         |  |
| Abstenciones           | Abstenciones                                                 | 8,865        | 24.13        | +0.66        |         |         |  |
| Votantes registrados   | Votantes registrados                                         | 36,742       |              |              |         |         |  |
|                        |                                                              |              |              |              |         |         |  |
| Fuente:                |                                                              |              |              |              |         |         |  |

Rodríguez de Mendoza
| Partidos y coaliciones | Partidos y coaliciones                                       | Voto popular | Voto popular | Voto popular | Escaños | Escaños |  |
| Partidos y coaliciones | Partidos y coaliciones                                       | Votos        | %            | ±pp          | Total   | +/−     |  |
| ---------------------- | ------------------------------------------------------------ | ------------ | ------------ | ------------ | ------- | ------- |  |
|                        | Victoria Amazonense (VA)                                     | 5,067        | 36.39        | Nuevo        | 1       | +1      |  |
|                        | Sentimiento Amazonense Regional (GH)                         | 3,778        | 27.13        | –0.14        | 0       | ±0      |  |
|                        | Renovación Popular (RP)                                      | 2,308        | 16.57        | Nuevo        | 0       | ±0      |  |
|                        | Alianza para el Progreso (APP)                               | 2,042        | 14.66        | +4.29        | 0       | ±0      |  |
|                        | Juntos por el Perú (JP)                                      | 535          | 3.84         | Nuevo        | 0       | ±0      |  |
|                        | Movimiento Regional Amazonense Unidos al Campo (MORAUAC)     | 133          | 0.96         | +0.26        | 0       | ±0      |  |
|                        | Movimiento Político Regional Energía Comunal Amazónica (ECA) | 62           | 0.45         | –5.20        | 0       | ±0      |  |
|                        |                                                              |              |              |              |         |         |  |
| Total                  | Total                                                        | 13,925       |              |              | 1       | ±0      |  |
|                        |                                                              |              |              |              |         |         |  |
| Votos válidos          | Votos válidos                                                | 13,925       | 78.78        | –5.43        |         |         |  |
| Votos en blanco        | Votos en blanco                                              | 2,614        | 14.79        | +4.46        |         |         |  |
| Votos nulos            | Votos nulos                                                  | 1,136        | 6.43         | +0.97        |         |         |  |
| Votos emitidos         | Votos emitidos                                               | 17,675       | 72.87        | –1.76        |         |         |  |
| Abstenciones           | Abstenciones                                                 | 6,582        | 27.13        | +1.76        |         |         |  |
| Votantes registrados   | Votantes registrados                                         | 24,257       |              |              |         |         |  |
|                        |                                                              |              |              |              |         |         |  |
| Fuente:                |                                                              |              |              |              |         |         |  |

Utcubamba
| Partidos y coaliciones | Partidos y coaliciones                                       | Voto popular | Voto popular | Voto popular | Escaños | Escaños |  |
| Partidos y coaliciones | Partidos y coaliciones                                       | Votos        | %            | ±pp          | Total   | +/−     |  |
| ---------------------- | ------------------------------------------------------------ | ------------ | ------------ | ------------ | ------- | ------- |  |
|                        | Movimiento Regional Amazonense Unidos al Campo (MORAUAC)     | 12,138       | 25.05        | +3.68        | 1       | ±0      |  |
|                        | Victoria Amazonense (VA)                                     | 11,521       | 23.77        | Nuevo        | 1       | +1      |  |
|                        | Sentimiento Amazonense Regional (GH)                         | 8,662        | 17.87        | –10.73       | 0       | –1      |  |
|                        | Renovación Popular (RP)                                      | 6,045        | 12.47        | Nuevo        | 0       | ±0      |  |
|                        | Movimiento Político Regional Energía Comunal Amazónica (ECA) | 5,110        | 10.54        | +2.44        | 0       | ±0      |  |
|                        | Alianza para el Progreso (APP)                               | 3,874        | 7.99         | +4.92        | 0       | ±0      |  |
|                        | Juntos por el Perú (JP)                                      | 1,113        | 2.30         | Nuevo        | 0       | ±0      |  |
|                        |                                                              |              |              |              |         |         |  |
| Total                  | Total                                                        | 48,463       |              |              | 2       | ±0      |  |
|                        |                                                              |              |              |              |         |         |  |
| Votos válidos          | Votos válidos                                                | 48,463       | 76.63        | –1.78        |         |         |  |
| Votos en blanco        | Votos en blanco                                              | 10,286       | 16.26        | +1.87        |         |         |  |
| Votos nulos            | Votos nulos                                                  | 4,495        | 7.11         | –0.09        |         |         |  |
| Votos emitidos         | Votos emitidos                                               | 63,244       | 71.10        | –2.68        |         |         |  |
| Abstenciones           | Abstenciones                                                 | 25,708       | 28.90        | +2.68        |         |         |  |
| Votantes registrados   | Votantes registrados                                         | 88,952       |              |              |         |         |  |
|                        |                                                              |              |              |              |         |         |  |
| Fuente:                |                                                              |              |              |              |         |         |  |

### Autoridades electas
| Cargo                                                     | Autoridad electa | Autoridad electa          | Partido político | Partido político                               |
| --------------------------------------------------------- | ---------------- | ------------------------- | ---------------- | ---------------------------------------------- |
| Gobernador Regional de Amazonas                           |                  | Gilmer Horna Corrales     |                  | Sentimiento Amazonense Regional                |
| Vicegobernadora Regional de Amazonas                      |                  | Leyda Rimarachín Cayatopa |                  | Sentimiento Amazonense Regional                |
| Consejero Regional de Amazonas (por Bagua)                |                  | Ricardo Gonzáles Salazar  |                  | Victoria Amazonense                            |
| Consejero Regional de Amazonas (por Bagua)                |                  | Pedro Catedra Maco        |                  | Sentimiento Amazonense Regional                |
| Consejero Regional de Amazonas (por Bongará)              |                  | Vidal Gómez Vargas        |                  | Sentimiento Amazonense Regional                |
| Consejero Regional de Amazonas (por Chachapoyas)          |                  | Engels Escobedo Portal    |                  | Sentimiento Amazonense Regional                |
| Consejero Regional de Amazonas (por Condorcanqui)         |                  | Braulio Caicharo Cungumas |                  | Renovación Popular                             |
| Consejera Regional de Amazonas (por Condorcanqui)         |                  | Mary Kasen Chujai         |                  | Sentimiento Amazonense Regional                |
| Consejero Regional de Amazonas (por Luya)                 |                  | Nixon Arce Irigoin        |                  | Victoria Amazonense                            |
| Consejera Regional de Amazonas (por Rodríguez de Mendoza) |                  | Katia Medina Meléndez     |                  | Victoria Amazonense                            |
| Consejera Regional de Amazonas (por Utcubamba)            |                  | Sandra Campos Arteaga     |                  | Movimiento Regional Amazonense Unidos al Campo |
| Consejero Regional de Amazonas (por Utcubamba)            |                  | Milton Mendoza Garay      |                  | Victoria Amazonense                            |